# Miltonia leucoglossa
Miltonia leucoglossa är en orkidéart som beskrevs av Auct. Miltonia leucoglossa ingår i släktet Miltonia och familjen orkidéer. Inga underarter finns listade i Catalogue of Life.

## Bildgalleri

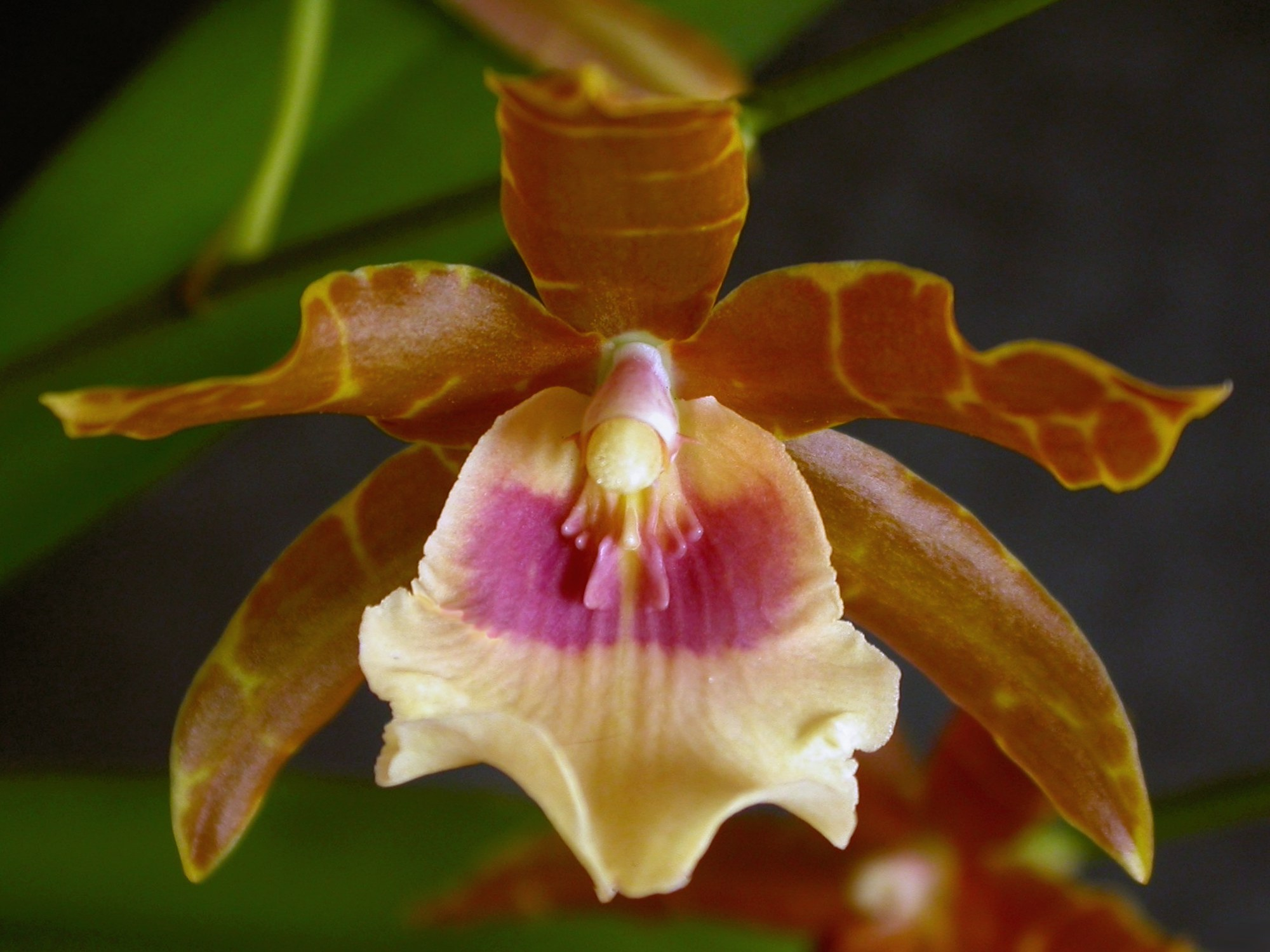